# Romeu Sescomes
Romeu Sescomes (Tarragona ?- Lleida 1380) was bisschop van Lleida van 1361 tot 1380 en de tweede president van de Generalitat de Catalunya in Catalonië van 1362 tot 1364. In 1375 kreeg hij een tweede mandaat. Hij was de eerste die van de Generalitat een permanente administratie maakte. In tegenstelling tot zijn voorganger was hij erg geïnteresseerd in politieke macht. Hij was een goed diplomaat en Peter IV van Aragón heeft hem belangrijke missies toevertrouwd, zoals de vredesverdragen met Castilië en Aragon in 1375.